# Ахмадзода, Раджаббой
Раджаббой Ахмадзода (тадж. Раҷаббой Аҳмадзода, род. 16 сентября 1971, Ленинабад, Ленинабадская область, Таджикская ССР) — таджикский государственный и политический деятель, политик. Первый заместитель Председателя Маджлиси Милли Маджлиси Оли Республики Таджикистан V и VI созыва. Губернатор Согдийской области.

## Биография
Раджаббой Ахмадзода родился 16 сентября 1971 года в городе Ленинабаде (ныне Худжанд). Национальность: таджик. В 1993 году окончил Химико-технологический университет Республики Казахстан, в 2010 году окончил Академию государственной службы при Президенте Российской Федерации. Специальность: инженер-технолог, экономист.
- 1993-1994 гг. — инженер-технолог стекольного цеха завода «Лал»;
- 1994-1995 гг. — заместитель начальника завода «Сангбури»;
- 1995-1998 гг. — начальник отдела внешнеэкономических связей ОАО "Ленинободпромстройматериал";
- 1998-2000 гг. — заместитель генерального директора ОАО «Ленинободпромстройматериал»;
- 2000-2005 гг. — генеральный директор ОАО «Ленинободпромстройматериал»;
- 2005-2007 гг. — председатель комитета охраны окружающей среды и лесного хозяйства Согдийской области;
- 2007-2009 гг. — генеральный директор ГУП «Садаф»;
- 2009-2011 гг. – мэр города Гулистон (Кайроккум);
- 2011-2012 гг. — исполняющий обязанности мэра города Худжанда;
- 2012-2016 гг. — мэр города Худжанда;
- 28.03.2015-05.05.2016 — Депутат Маджлиси Милли Маджлиси Оли Республики Таджикистан, член Комитета Министерства сельского хозяйства Республики Таджикистан по аграрным вопросам, занятости и экологии;
- 2016-2018 гг. — Председатель Государственного комитета по землеустройству и геодезии Республики Таджикистан;
- 01-03 2018 г. — временно исполняющий обязанности Председателя Согдийской области;
- С 7 марта 2018 года по настоящее время — председатель Согдийской области.
- С 27 июля 2018 года № 21 — депутат Маджлиси Милли Маджлиси Оли Республики Таджикистан[1];
- С июля 2018 года по 16 апреля 2020 года — заместитель Председателя Маджлиси Милли Маджлиси Оли Республики Таджикистан V созыва[1];
- С 17 апреля 2020 года – заместитель Председателя Маджлиси Милли Маджлиси Оли Республики Таджикистан VI созыва[2].

## Награды
- Награждён Юбилейной медалью «20 лет государственной независимости Республики Таджикистан» в 2011 году № 1133 и орденом Почета 1-й степени 2017 года № 907[1].
- Почётная грамота Совета Межпарламентской Ассамблеи государств — участников Содружества Независимых Государств (27 ноября 2020 года, Межпарламентская ассамблея СНГ) — за активное участие в деятельности межпарламентской Ассамблеи и её органов, вклад в укрепление дружбы между народами государств — участников Содружества Независимых Государств[3].